# Relaciones Azerbaiyán-Reino Unido
Las relaciones diplomáticas entre Azerbaiyán y Reino Unido se establecieron el 11 de marzo de 1992 después de reconocimiento el independiente de Azerbaiyán por Gran Bretaña el 31 de diciembre de 1991. En el septiembre de 1992 la embajada británica se comenzó trabajar en Bakú como la representación comercial. Azerbaiyán también, tiene la representación diplomática en Reino Unido. La embajada azerbaiyana en Londres se funciona desde 1994.

## Historia
Las primeras relaciones azerbaiyanas - británicas se crearon en los fines del siglo XIX - principio del siglo XX, en el período de Rusia Zarista.  En los primeros años del siglo XX a las empresas petroleras azerbaiyanas fueron invirtados 60 millones de manates. La compañía «Vickers Limited» fue la primera empresa, que obtuvo su licencia de producción de equipamiento técnica.
Primera visita oficial del presidente de la República de Azerbaiyán Heydar Aliyev fue realizado el 22 - 25 de febrero de 1994, durante de la que fueron celebrados las negociaciones con primer ministro y el ministro del exterior. También fue firmado un acuerdo sobre la regulación de la relaciones de cooperación entre dos países - "Declaración conjunta sobre la amistad y cooperación entre República de Azerbaiyán y Gran Bretaña". En las ramas del encuentro también fue afirmado el acuerdo "Sobre la cooperación en la esfera de educación, ciencia y cultura", que sentó las bases de la coopercaión cultural entre Gran Bretaña y República de Azerbaiyán.
Cuatro años después se realizó la segunda visita oficial del presidente de Azerbaiyán en Reino Unido, que desempeñó un gran papel en el desarrollo de las relaciones. 
En 2003 Ilham Aliyev fue elegido el presidente de la República. Su primera visita realizó en el diciembre de 2004, durante de la que celebró las convercasiones con el primer ministro británico. Fue reafirmado la "Declaración sobre las relaciones de amistad y asociación", firmado en 1998.

## Relaciones económicas
Gran Bretaña es uno de los inversores más grandes en Azerbaiyán; aquí se funcionan alrededor de 100 compañías británicas.
En 1994, el 20 de septiembre, en Bakú fue firmafo el Contrato del siglo sobre la distribución de la producción de los yacimientos "Azerí", "Chiraq", "Guneshli" hasta el año 2024. Entre los partes del contrato se existen dos compañías británicas - BP y RANCO.
BP - es uno de las compañías más grandes, que ocupan en el sector del petróleo.  Aquí funciona una emplea subsidiaria "BP Azerbaijan".
En 2002, en Bakú se realizó la exposición anual "Petroleo - Gas 2002", en la que participó el ministro británico de industria y energía Brian Wilson.
El 14 de septiembre de 2017 fue firmado un nuervo acuerdo entre 11 compañías petroleras (SOCAR, BP, Chevron, Inpex, Statoil, ExxonMobil, TP, ITOCHU u otros) - Nuevo Contrato del Siglo - sobre la explotaciçon de los tres yacimientos petroleros ( "Azerí", "Chiraq", "Guneshli") hasta el año 2050.

## British Council
British Council es una organización , que está estableciendo los vínculos científicos y culturales de Gran Brataña con otros países extranjeros. Fue establecido en 1934; se funciona en Azerbaiyán desde 1993.

## Diáspora azerbaiyana
En Gran Bretaña funciona 6 organizaciones de diáspora:
- Patria, Sociedad azerbaiyana del desarrollo
- Comunidad azerbaiyana británica
- Sociedad de los trucos azerbaiyanos
- Sociedad azerbaiyana
- Club de la juventud azerbaiyana
- Caspian-Khazri